# Deth Red Sabaoth
Deth Red Sabaoth är det amerikanska hårdrockbandet Danzigs nionde studioalbum. Albumet släpptes 22 juni 2010 av Glenn Danzigs eget skivbolag Evilive Records i USA, och på tyska AFM Records i Europa.

## Låtlista
1. "Hammer of the Gods" - 5:20
2. "The Revengeful" - 4:10
3. "Rebel Spirits" - 3:58
4. "Black Candy" - 4:08
5. "On a Wicked Night" - 4:02
6. "Deth Red Moon" - 3:58
7. "Ju Ju Bone" - 4:45
8. "Night Star Hel" - 6:42
9. "Pyre of Souls: Incanticle" - 3:18
10. "Pyre of Souls: Seasons of Pain" - 7:17
11. "Left Hand Rise Above" - 4:22

## Singlar och videor
"On a Wicked Night" släpptes som skivans första singel i både USA och Tyskland och gick in som #6 på amerikanska Billboards singellista. I den officiella videon till låten spelar porrskådespelerskan Layla Rivera. 
"Ju Ju Bone" var skivans andra singel. Båda singlarna släpptes även som limiterade 7" vinylutgåvor. 

## Musiker
- Glenn Danzig - sång, gitarr, bas, piano, trummor på "Black Candy"
- Tommy Victor - gitarr, bas
- Johnny Kelly - trummor